# Aliivibrio fischeri
Aliivibrio fischeri (también conocido como Vibrio fischeri) es una bacteria gramnegativa, que tiene forma de barra (bacilo), la cual habita en todos los ambientes marinos. A. fischeri tiene propiedades bioluminiscentes, y se encuentra predominantemente en relaciones de simbiosis con varios animales marinos, principalmente en moluscos como Eupryma scolopes.  Es  un organismo heterotrófico, que puede usar oxígeno en la producción de energía con una cadena de transporte de electrones, siendo una cepa oxidasa positiva. Además, es  móvil gracias a que posee un flagelo polar. Las células de A. fischeri viven libremente (sin relación simbiótica) utilizando la materia orgánica en descomposición. Esta bacteria es un organismo clave de investigación para el examen de bioluminiscencia microbiana, la percepción de cuórum, y las relaciones de simbiosis bacteria-animal. Fue nombrado así en honor al microbiólogo alemán Bernhard Fischer.
La comparación de ARNr condujo a la reclasificación de esta especie del género Vibrio al género Aliivibrio, recién creado en 2007. Sin embargo, el cambio de nombre aún no es aceptado por la mayoría de los investigadores.

## Genoma
El genoma de A. fischeri fue completamentesecuenciado en 2004 y consta de dos cromosomas, uno pequeño y uno grande. El cromosoma 1 tiene 2.9 millones de pares de bases (Mbp) y el cromosoma 2 tiene 1.3 Mbp, teniendo el genoma total 4.2 Mbp.
A. fischeri tiene el contenido de G+C más bajo de 27 especies de Vibrio, pero está estrechamente relacionado con las especies de mayor patogenicidad como V. cholerae. El genoma para A. fischeri también lleva elementos genéticos móviles.

## Ecología

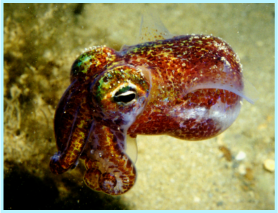
Calamar hawaiiano con sus fotóforos poblados con Aliivibrio fischeri.

A. fischeri se distribuye globalmente en ambientes marinos templados y subtropicales. Se pueden encontrar flotando libremente en los océanos, así como asociados con animales marinos, sedimentos y materia en descomposición. A. fischeri se ha estudiado más como simbionte de animales marinos, incluidos los calamares del género Euprymna y Sepiola, donde se puede encontrar A. fischeri en los órganos luminiscentes de los calamares. Esta relación se ha caracterizado mejor en el calamar hawaiano (Euprymna scolopes), donde A. fischeri es la única especie de bacteria que habita el órgano luminiscente del calamar.
Las células de A. fischeri en el océano inoculan los órganos luminiscentes de calamares y peces juveniles. Las células ciliadas dentro de los fotóforos de los animales (órganos productores de luz) atraen selectivamente las bacterias simbióticas. Estas células promueven el crecimiento de los simbiontes y rechazan activamente a cualquier competidor. Las bacterias hacen que estas células mueran una vez que el órgano luminiscente está suficientemente colonizado.
Los órganos de luz de ciertos calamares contienen placas reflectantes que intensifican y dirigen la luz producida, debido a proteínas conocidas como reflectinas. Regulan la luz para el camuflaje de contrailuminación, requiriendo que la intensidad coincida con la de la superficie del mar arriba. Los calamares sepiólidos expulsan el 90% de las bacterias simbióticas en su órgano luminiscente cada mañana en un proceso conocido como "ventilación". Se cree que el venteo proporciona la fuente desde la cual A. fischeri coloniza los calamares recién nacidos.

## Bioluminiscencia
La bioluminiscencia de A. fischeri es causada por la transcripción del operón lux, que se induce a través de la detección de cuórum dependiente de la población. La población de A. fischeri necesita alcanzar un nivel óptimo para activar el operón lux y estimular la producción de luz. El ritmo circadiano controla la expresión de la luz, donde la luminiscencia es mucho más brillante durante el día y más tenue por la noche, como se requiere para el camuflaje.
El sistema bacteriano luciferina-luciferasa está codificado por un conjunto de genes etiquetados como el operón lux. En A. fischeri, cinco de estos genes (luxCDABEG) han sido identificados como activos en la emisión de luz visible, y dos genes (luxR y luxI) están involucrados en la regulación del operón. Varios factores externos e intrínsecos parecen inducir o inhibir la transcripción de este conjunto de genes y producir o suprimir la emisión de luz.
A. fischeri es una de las muchas especies de bacterias que comúnmente forman relaciones simbióticas con organismos marinos. Los organismos marinos contienen bacterias que usan bioluminiscencia para que puedan encontrar pareja, alejar a los depredadores, atraer presas o comunicarse con otros organismos. A cambio, el organismo en el que viven las bacterias proporciona a las bacterias un ambiente rico en nutrientes. El operón lux es un fragmento de 9 kilobases del genoma de A. fischeri que controla la bioluminiscencia a través de la actividad catalítica de la enzima luciferasa. Este operón tiene una secuencia de genes conocida de luxCDAB (F) E, donde luxA y luxB codifican las subunidades proteicas de la enzima luciferasa, y luxCDE codifica un complejo de ácido graso reductasa que hace que los ácidos grasos sean necesarios para el mecanismo de luciferasa. luxC codifica la enzima acilreductasa, luxD codifica la aciltransferasa y luxE produce las proteínas necesarias para la enzima acilproteína sintetasa. La luciferasa produce luz azul / verde a través de la oxidación del mononucleótido de flavina reducido y un aldehído de cadena larga por el oxígeno diatómico. La reacción se resume como:
FMNH2 + O2 + R-CHO → FMN + R-COOH + H2O + luz.
El reducido flavin mononucleotido(FMNH) está proporcionado por el fre gen, también referido como luxG. En A. fischeri,está directamente al lado de luxE (dando luxCDABE-fre) de 1042306 a 1048745 
Para generar el aldehído necesario en la reacción anterior, se necesitan tres enzimas adicionales. Los ácidos grasos necesarios para la reacción se extraen de la ruta de biosíntesis de ácidos grasos por la aciltransferasa. La acil-transferasa reacciona con acil-ACP para liberar R-COOH, un ácido graso libre. R-COOH se reduce mediante un sistema de dos enzimas a un aldehído. La reacción es:
R-COOH + ATP + NADPH → R-CHO + AMP + PP + NADP+.
Aunque el operón lux codifica las enzimas necesarias para que las bacterias brillen, la bioluminiscencia está regulada por autoinducción. Un autoinductor es un promotor transcripcional de las enzimas necesarias para la bioluminiscencia. Antes de que se pueda iluminar el resplandor, debe estar presente una cierta concentración de un autoinductor. Entonces, para que ocurra la bioluminiscencia, deben estar presentes altas concentraciones de colonias de A. fischeri en el organismo.

## Transformación natural
La transformación bacteriana natural es una adaptación para transferir ADN de una célula individual a otra. La transformación natural, incluida la absorción e incorporación de ADN exógeno en el genoma receptor, se ha demostrado en A. fischeri.  Este proceso requiere la inducción por quitohexaosa y probablemente esté regulado por los genes tfoX y tfoY. La transformación natural de A. fischeri facilita la transferencia rápida de genes mutantes a través de las cepas y proporciona una herramienta útil para la manipulación genética experimental en esta especie.

## Estado de microbio estatal
En 2014, el senador estatal hawaiano Glenn Wakai presentó SB3124 proponiendo Aliivibrio fischeri como el microbio estatal de Hawái.  El proyecto de ley estaba en competencia con un proyecto de ley para hacer Flavobacterium akiainvivens el microbio del estado, pero ninguno pasó. En 2017, Isaac Choy presentó una ley similar al proyecto de ley original F. akiainvivens de 2013 en la Cámara de Representantes de Hawái y en el Senado de Hawái por Brian Taniguchi.

## Lista de sinónimos
- Achromobacter fischeri (Beijerinck 1889) Bergey et al. 1930
- Bacilo fischeri (Beijerinck 1889) Trevisan 1889
- Bacteria phosphorescens indigenus (Eisenberg 1891) Chester 1897
- Einheimischer leuchtbacillus Fischer 1888
- Microspira fischeri (Beijerinck 1889) Chester 1901
- Microspira marina (Russell 1892) Migula 1900
- Photobacterium fischeri Beijerinck 1889
- Vibrio noctiluca Weisglass Y Skreb 1963[1]